# 非実力派宣言
『非実力派宣言』（ひじつりょくはせんげん）は、1989年7月25日に森高千里が発表した4枚目のアルバム。

## 解説
- 前作から約8か月、平成になってからは初となるオリジナルアルバム。
- 南沙織のカバー曲でシングルにもなった「17才」を収録、森高自身にとっても「17才」と共に転機となり、社会現象まで起こった作品でもある。これに伴いジャケットに映っている衣装にはその現象が窺えるものになっている。なお「17才」は本作では、直枝政太郎編曲のカーネーションヴァージョンと、斉藤英夫編曲のオレンジミックスの2タイプ収録されている。
- 楽曲面でもデビューからずっと参加している斉藤英夫はもちろん、本作から参加となったシンガーソングライター兼サウンドプロデューサーとなる高橋諭一、カーネーション、デビューアルバム『NEW SEASON』で作詞で参加していたオルケスタ・デ・ラ・ルスのカルロス菅野も本作では参加している。
- 「だいて」は本作リリースから2か月後に「だいて (ラスベガス・ヴァージョン)」としてシングルカットされた（カップリングは本作収録の「若すぎた恋」）。

## 収録曲
- 全作詞：森高千里（特記以外）

1. 17才（カーネーション・ヴァージョン）
  - 作詞：有馬三恵子、作曲：筒美京平、編曲：直枝政太郎
  - カーネーションの直枝政太郎編曲、アコースティックを基調とした編曲になっている。
2. これっきりバイバイ
  - 作曲・編曲：斉藤英夫
3. だいて
  - 作曲・編曲：高橋諭一
  - 後にシングルカットされた楽曲、本作ではフェイドアウトで終わるが、シングルではフェイドアウトせずに終わる。
4. 非実力派宣言
  - 作曲・編曲：斉藤英夫
  - 本作のタイトル曲、本作のTV-CMにも起用された。
5. 今度私どこか連れていって下さいよ
  - 作曲・編曲：斉藤英夫
  - 後に加藤紀子がカバーした楽曲（1992年）、加藤の歌手デビューシングルとなる。
6. はだかにはならない
  - 作曲・編曲：直枝政太郎
  - カーネーションの直枝政太郎作曲・編曲、後にカーネーションが「はだかにはさせない」と言うタイトルで歌詞を変えセルフカバーしている。
7. 私はおんち
  - 作曲・編曲：高橋諭一
  - 「非実力派宣言」と対局にある直向さが伝わってくる内容、セルフアンチテーゼとも解釈できる。
8. しりたがり
  - 作曲：森高千里、編曲：カルロス菅野・前嶋康明
  - 森高自身が初めて作曲・作詞両方手がけた楽曲、ラテンアレンジとなっている。
  - 2012年4月より、フジテレビ系列午後の情報番組『知りたがり!』オープニングテーマ[1]。
9. 若すぎた恋
  - 作曲・編曲：高橋諭一
  - シングル「だいて (ラスベガス・ヴァージョン)」のカップリングとして後にリカットされた楽曲。
10. A君の悲劇
  - 作曲・編曲：斉藤英夫
11. 夜の煙突
  - 作詞・作曲：直枝政太郎、編曲：カーネーション
  - カーネーションがナゴムレコードより1984年にリリースしたシングル曲をカバー。ビデオクリップにもカーネーションが出演している。森高のライブにおいて最も盛り上がる曲のひとつであり、カーネーションのライブにおいても長年にわたって最後の一曲として欠かせないナンバーとなっている。
12. その後の私（森高コネクション）
  - 作曲・編曲：斉藤英夫
  - 前作『見て』の「おもしろい」に続く森高コネクション。
13. 夢の中のキス
  - 作曲・編曲：高橋諭一
  - 森高がデビュー後初めてドラムを叩いた楽曲、オルガン演奏でも参加している。
14. 17才（Orange Mix）
  - 作詞：有馬三恵子、作曲：筒美京平、編曲：斉藤英夫
  - 斉藤英夫編曲、ユーロビートを基調したアレンジとなっており、曲中に波音が挿入されたり、間奏に森高の台詞が入っている。